# 福臨輪胎
福臨輪胎（英語：Fullrun Tyre） 是一家位于中华人民共和国山东省青岛的汽车轮胎制造商，成立于2003年6月，为Qingdao An-Tyre Trade Corp.。该公司是中国大型轮胎出口商，2011年外销實績为4亿美元，国内销售额为2.5亿元人民币。

品牌包括Fullrun、Fullway、Autogrip、Adereneza、Antyre、和Versatyre品牌 。Autogrip品牌已于2012年推出，其产品用在乘用车，高性能和轻型卡车轮胎。

## 外部連結
- 官方網站 （页面存档备份，存于）